# Зейналян, Артак Айказович
Артак Айказович Зейналян (арм. Արտակ Հայկազի Զեյնալյան; род. 9 сентября 1969, Ереван) — армянский политический и государственный деятель, министр юстиции Армении (2018—2019).

## Биография
После окончания школы служил в армии.
1989—1996 — учёба в Ереванском медицинском институте, лечебный факультет.
1996—1999 — ординатура в Национальном институте здравоохранения, специальность — хирург, организатор здравоохранения.
1999—2002 — Академия государственного управления Армении, квалификация госслужащего, специалист по государственному правлению и местному самоуправлению.
1986—1998 — работал в Институте хирургии имени Микаеляна санитаром, медбратом, врачом.
1991—1996 — участвовал в боях на границах Армении и в Нагорном Карабахе. Был ранен, получил вторую группу инвалидности.
1998—2001 — заместитель министра здравоохранения Армении.
1999, 2003 — выдвигал кандидатуру на выборах в парламент. Является автором и соавтором многих законопроектов в сфере здравоохранения.
С 2001 — член правозащитной организации «Таник» и общественного Совета защиты прав и основополагающих свобод человека.
Является автором ряда исков в Европейский суд по правам человека.
2004 — по приглашению программы Госдепа «Международные посетители» участвовал в президентской предвыборной кампании США.
Член политсовета партии «Республика»
2018—2019 — министр юстиции Армении.